# ランスへの旅、または黄金の百合咲く宿

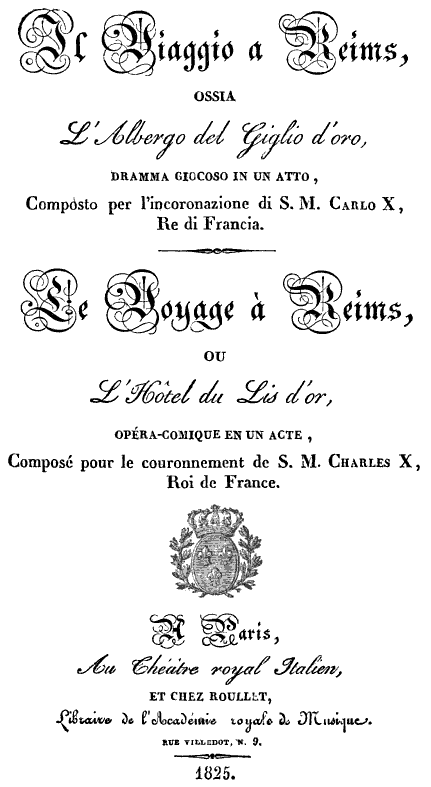
1825年のリブレットの表紙

『ランスへの旅、または黄金の百合咲く宿』（Il viaggio a Reims ossia L'albergo del giglio d'oro ）は、1825年に挙行されたフランス国王シャルル10世の戴冠式のためにジョアキーノ・ロッシーニによって作曲された全1幕のドラマ・ジョコーソである。初演はカンタータ形式で行なわれたため、「劇的カンタータ」と呼ばれることもある。通常『ランスへの旅』 (Il viaggio a Reims ) とだけ表記される。

## 作品の誕生と忘却
1825年のシャルル10世の戴冠式のため、パリ中の劇場が戴冠式とフランスの栄光を讃えた作品を上演する事を計画していたが、当時パリの王立の歌劇場であったイタリア劇場の音楽監督に就任していたロッシーニも例外ではなかった。彼の戴冠式を記念して新国王とブルボン家の復古王政を讃えるためにこの作品の作曲に着手したのだった。なお、歴代のフランス国王の戴冠式はランスの大聖堂で行われてきたが、シャルル10世の戴冠式が結局はランスでおこなわれた最後のものになった。現在、ランスのトー宮殿には、このときの戴冠式で使われた品々などが展示されている。
こうして、フランスの保養地プロンビエールにあるホテル「黄金の百合」（フランス国王の紋章はフルール・ド・リス、すなわち青地に金色の百合の花）を舞台にして、戴冠式を見に来たヨーロッパ各国の人々が1825年5月28日（これはシャルル10世の戴冠式の前日）に繰り広げるたわいのないドタバタコメディーが完成したのである。
完成した作品は、戴冠式で盛り上がる1825年6月19日にパリのイタリア劇場で初演され、ジュディッタ・パスタをはじめとする、当時パリで活躍していた最高のベルカント歌手ばかりがキャステングされたことと、題材のタイムリーさで大成功を収めた。この作品を評して作家スタンダールが「ロッシーニの最も優れた音楽」と呼ぶほどであった。
しかし戴冠式の熱狂が去ると、この期間限定の作品は劇場のレパートリーから消え、作品の楽譜もロッシーニ自身によって回収され、そのメロディーの一部が『オリー伯爵』（1828年初演）に転用された。そしていつしか楽譜も散逸し、この作品が上演される事はなかった。

## 作品の復元と蘇演
1970年代後半から「ロッシーニ・ルネサンス｣と呼ばれるロッシーニ再評価の動きに伴い、散逸していた『ランスへの旅』の楽譜の復元が行なわれた。この復元のためヨーロッパ中からロッシーニの直筆譜が集められ、慎重な研究によってなされた。
こうして復元された作品は、1984年にロッシーニの故郷ペーザロのロッシーニ・オペラ・フェスティバルで「ロッシーニ・ルネッサンス」の立役者の一人クラウディオ・アバドによって実に約150年ぶりに蘇演され、同時にドイツ・グラモフォンによって世界初の録音も行なわれた。その後、この作品はアバドによってミラノ・スカラ座やウィーン国立歌劇場でも取り上げられ、1992年10月にはベルリン・フィルでアバドの指揮にシルヴィア・マクネアー、ルッジェーロ・ライモンディといった豪華キャストで上演され、大成功を収めている。

## 登場人物
| 役柄                   | 声域         | 説明                                                                         | 1825年6月19日初演のキャスト （指揮者：ロッシーニ） |
| ---------------------- | ------------ | ---------------------------------------------------------------------------- | -------------------------------------------------- |
| コリンナ               | ソプラノ     | ローマの女流詩人                                                             | ジュディッタ・パスタ                               |
| メリベーア侯爵夫人     | メゾソプラノ | ポーランド出身、イタリアの 将軍の未亡人。                                    | アデライデ・スキアセッティ                         |
| フォルヌヴィル伯爵夫人 | ソプラノ     | フランス人、 若い未亡人で 流行に目が無い女性。                               | ロール・サンティ＝ダモロー                         |
| コルテーゼ夫人         | ソプラノ     | ホテル「金の百合亭」の女将さん                                               | エステル・モンベッリ                               |
| 騎士ベルフィオール     | テノール     | フランス人の士官。 プレイ・ボーイでアマチュア画家。 フォルヌヴィル夫人の愛人 | ドメニコ・ドンゼッリ                               |
| リーベンスコフ伯爵     | テノール     | ロシアの将軍。 メリベーア夫人を愛する男。 真面目で嫉妬深い性格               | マルコ・ボルドーニ                                 |
| シドニー卿             | バリトン     | イギリスの軍人。 コリンナを密かに愛する                                      | カルロ ズッケッリ                                  |
| ドン・プロフォンド     | バス         | 学者でコリンナの友人。 骨董マニア                                            | フェリーチェ・ペッレグリーニ                       |
| トロムボノク男爵       | バス         | ドイツの陸軍少佐、 音楽愛好家。                                              | ヴィンツェンツォ・グラツィアーニ                   |
| ドン・アルヴァーロ     | バリトン     | スペインの提督、 メリベーア夫人を愛している。                                | ニコラ・プロスペル・ルヴァッスール                 |
| ドン・プルデンツィオ   | バス         | 「金の百合亭」の医師                                                         | ルイジ・プロフェティ                               |
| ドン・ルィジーノ       | テノール     | フォルヌヴィル夫人の従弟                                                     | ピエロ・スクード                                   |
| マッダレーナ           | ソプラノ     | ノルマンディー出身、 「金の百合亭」の女中頭。                                | カテリーナ・ロッシ                                 |
| デリア                 | ソプラノ     | ギリシャ人の孤児、 コリンナに保護されている。                                | マリア・アミーゴ                                   |
| モデスティーナ         | ソプラノ     | フォルヌヴィル夫人の 小間使い、気が利かない。                                | マリエッタ・ドッティ                               |
| アントニオ             | バス         | ホテルのボーイ長                                                             | アウレッタ                                         |
| ゼフィリーノ           | テノール     | 世話人                                                                       | ジォヴァノーラ                                     |
| ジェルソミーノ         | テノール     | 従者                                                                         | トレヴォー                                         |

上記の記述は1992年10月に行なわれたベルリン・フィルの『ランスへの旅』（ソニー・クラシカルから発売）のCDを参考にした。

## 楽器編成
- 木管楽器:フルート3（3はピッコロ持ち替え）、オーボエ2、クラリネット2、ファゴット2
- 金管楽器:ホルン4、トランペット2、トロンボーン3、セルパン
- 打楽器:ティンパニ、大太鼓、シンバル、トライアングル、鐘
- その他:弦五部：第1ヴァイオリン、第2ヴァイオリン、ヴィオラ、チェロ、コントラバス、ハープ
- 混声合唱

## あらすじ
時と場所:1825年のフランス、プロンビエールにあるホテル「黄金の百合」
全1幕

### 第1場
プロンビエールにあるホテル「黄金の百合」では、朝から国王の戴冠式に向かう人々の世話に女将のコルテーゼ夫人や女中頭のマッダレーナ、ボーイ長のアントニオもおおわらわである。ホテルの医者ドン・プルデンツィオも、食事の献立まで気を使う熱の入れよう。これも戴冠式を見るために集まった各国の貴族達にホテルの名を売るためである。

### 第2場
そこへフォルヌヴィル伯爵夫人がやってくる。流行に目が無い彼女は、「今度の戴冠式のために流行の衣装を沢山用意しているけど、まだ届かないの」と小間使いのモデスティーナに催促している。するとそこに夫人の従弟のルィジーノが、「馬車の事故であなたの衣装はだめになった」と告げる。あまりのことに失神する夫人。助けを呼ぶルィジーノの声にドン・プルデンツィオ、トロムボノク男爵もやってくるが、騒ぐだけで役には立たない。そこへモデスティーナが、「帽子だけは無事でした」と流行の帽子が入った箱を持ってくる。それを聞いた夫人は「神様ありがとう!」といって立ち直る。この様子に他の面々はあきれる。

### 第3場
一同がトロムボノク男爵を残して退場すると、男爵はアントニオを呼び止めてチェック･アウトする時の支払いについて相談する。男爵はこのランスにやってきた人々の中で会計係を任されている。アントニオが去ると男爵はフォルヌヴィル夫人の帽子騒ぎをこの世は「おかしな人間の入った大きな檻」と形容して退場。
男爵の退場後、骨董マニアのドン・プロフォンド、スペインの提督ドン・アルヴァロとイタリアの将軍の未亡人でポーランド出身のメリベーア侯爵夫人、そしてロシアのリーベンスコフ伯爵がやってくる。ドン・アルヴァロとリーベンスコフ伯爵は、メリベーア夫人を巡って恋の火花を散らしている。今日も夫人のエスコートを誰がやるのかでもめている。騒ぎを聞きつけてコルテーゼ夫人もやってくるが、止めようがない。二人のケンカが一触即発の状態になろうとした時、ローマの女流詩人コリンナの奏でる竪琴の美しいアリアが響く。コリンナの「私は望みます、人々の心に同胞愛がゆきわたることを」と歌うと、もめていた一同も心を和ませ、コルテーゼ夫人を残して退場。

### 第4場
コルテーゼ夫人が従者のジェルソミーノを待っていると、コリンナを密かに愛するイギリスのシドニー卿がたくさんの花束を持って登場。彼は彼女の部屋の前に匿名で花束を送っているが、コリンナに思いを告げられずにいる。今日も花束だけをおいて「どうして彼女を知ってしまったんだろう？」とため息をついている。そこへ、骨董マニアのドン・プロフォンドが現れ、「英国の方、フィンガルの剣とアーサー王の鎧、そしてサクソンのアルフレッド大王の剣はどこで手に入ります?」と卿に聞く。何考えているんだこの男…と思いながら卿が去ろうとすると、骨董マニアはなおも食い下がる。うんざりしたシドニー卿は、「博物館でもさがすんですね」と言って立ち去る。

### 第5場
コリンナが登場してシドニー卿が送った花を愛でていると、コリンナに目をつけている色男騎士ベルフィオールがやってきて、「あなたは僕の理想の女性」とコリンナに迫る。しかし彼女は「あなたのような人には嘲りと蔑みを引き起こすばかり」といって拒否して退場。ベルフィオールも後を追って出て行く。

### 第6場
この様子を見ていたドン・プロフォンドは、「ああ面白かったあの色男殿は!」とつぶやき、登場人物達のお宝目録を作る。「スペイン人のお宝は家系図に十字架、ペルー産の大きな真珠。ポーランドのご夫人は色絵付の豪華本。フランスのご夫人はリボンとレース。ドイツの男爵はギリシャ語の論文に楽譜とホルンとトロンボーン。イギリス人は旅行記、中国産のお茶、手形、権利の章典。フランスの騎士殿はリトグラフと絵筆。ロシア人は地図帳と黒テンの毛皮…」と一人で夢中になっている。
そこへフォルヌヴィル夫人が騎士ベルフィオールを探しに来る。彼の行き先を聞かれたドン・プロフォンドは思わず「彼なら詩を読んでました」というと、夫人は、「あの浮気者! 例の女詩人と一緒ね!」と怒り狂う。
そこへドン・アルヴァーロ、リーベンスコフ伯爵、トロムボノク男爵がやってくる。「恐ろしい災難が…」と叫ぶと、騒ぎを聞きつけた他の登場人物達全員が集まってくる。全員で何があったのか尋ねると、男爵は「馬を一頭も確保できない。我々は残念ながらランスに行けません」と言う。

### 第7場
思わぬ事態に一同騒然となっている所にコルテーゼ夫人が夫の手紙を持ってやってくる。手紙には、「国王様は数日中にパリに戻られ、そこでも戴冠式をする」と書かれている。これを聞いてフォルヌヴィル夫人が、「パリならここから乗合馬車が出ているから安心です。それにパリでは私の屋敷に皆様をご招待します。明日にでも出発しましょう」というと、一同賛成する。「では、お預かりした皆様のお金はどうします?」というトロムボノク男爵にドン・プロフォンドは「大宴会をしまして使いましょう」と言うと、リーベンスコフ伯爵も「その残りは困っている人に」と言い、全員が賛成する。宴会の準備を任されたコルテーゼ夫人は大喜びで準備にかかる。

### 第8場
一同がメリベーア夫人とリーベンスコフ伯爵、トロムボノク男爵を残して去ると、夫人と伯爵はドン・アルヴァーロを巡って言い争うが、男爵の仲裁で仲直りし、伯爵は夫人に求婚する。

### 第9場
一方宴会場では、マッダレーナ達が準備に余念が無い。準備が整うと、トロムボノク男爵の乾杯の音頭の後、登場人物達がそれぞれの国の音楽にあわせて新国王とフランス王室を讃えていく。そして最後にコリンナによる即興詩でシャルル10世を讃える中でこの劇の幕が下りる。

## 参考資料
- 『イタリア・オペラ・ガイド』河野典子（著）、星雲社 (ISBN 978-4434230516)
- 『新イタリア・オペラ史』水谷彰良 (著)、 音楽之友社（ISBN 978-4276110410）
- 『オペラ名曲百科 上 増補版 イタリア・フランス・スペイン・ブラジル編』 永竹由幸 著、音楽之友社（ISBN 4-276-00311-3）
- 歌劇『ランスへの旅』（アバド指揮、ベルリン・フィル）のCDの解説書、國土潤一 著、（ASIN: B00005G8DO）
- 『オックスフォードオペラ大事典』ジョン・ウォラック、ユアン・ウエスト（編集）、大崎滋生、西原稔（翻訳）、平凡社（ISBN 978-4582125214）